# 范伸
范伸（1445年—？），字邦直，山東兗州府曲阜縣人，民籍，明朝政治人物。

## 生平
成化二十二年丙午科山東鄉試第六十五名舉人。成化二十三年（1487年）中式丁未科會試第一百九十二名，三甲第九十一名進士。曾任翰林院檢討，授王府長史。

## 家族
曾祖范羽，百戶；祖父范禮，百戶；父范英；母張氏。具庆下。弟价；
子范東奇，魯莊王朱陽鑄女兒之夫婿；孫范汝思；曾孫范廷弼，廣西按察使司副使、曾孫范廷輔曾任太原同知；
玄孫范淑泰（官至吏科都給事中）（范廷弼之子）、玄孫范淑恆（范廷弼之子）、玄孫范淑晉（范廷弼之子）、玄孫范淑謙（范廷輔之子）。